# مديرية المسراخ

تعديل مصدري - تعديل

مديرية المسراخ إحدى مديريات محافظة تعز في اليمن. بلغ عدد سكانها 100254 نسمة عام 2004. مركزها مدينة المسراخ.
تقع المسراخ في إطار الجزء الأوسط لمحافظة تعز في غرب اليمن. يحدها من الشمال مديرية مشرعة وحدنان ومن الجنوب مديرية سامع ومديرية المعافر ومن الشرق مديرية صبر الموادم وجزء من مديرية خدير ومن الغرب مديرية جبل حبشي
المساحة : 90.6 كم2
السكان : 100.284 نسمة

## التقسيم الإداري
تتكون إدارياً من (12) عزلة، أكبرها سكاناً عزلة الأقروض (43.642) نسمة، ومساحةً (41.6 كم2) وفيها(31 قرية+ 176 محلة).
- بقية العزل هي : حصبان أسفل (21قرية+2محلتين)، انبيان(4قرى+21محلة)، مسفر (4قرى+44محلة) عزلة عرش (4قرى+23محلة)، وتير (8قرى+11محلة)، جارة (5قرى+8محلات)، طالوق (3قرى+31محلة)، حصبان أعلى (10قرى+محلة)، خربشة (3قرى+محلة)، صنمات (21قرية+22محلة)، عبدان (6قرى+31محلة).
- يقع مركز المديرية في عزلة عرش وهي منطقة تسمى بالمسراخ، وهو سوق صغير لتسويق بعض احتياجات السكان ومنتجات المديرية.

### الأنشطة الاقتصادية للسكان
أولا : الإنتاج الزراعي : - الحبوب : من أهم المحاصيل التي يتم إنتاجها في المديرية رغم محدودية إنتاجها، ومنها الذرة بأنواعها، وتزرع في عزل عيدان، واتير، انبيان، مسفر، طالوق، حصبان أسفل، عرش.. كما يتم إنتاج محصول الشعير في عزلة طالوق.. والكميات المنتجة من الحبوب توجه للاستهلاك المحلي وتغطي جزءاً من احتياجات سكان المديرية.
- الخضروات والفواكه : المانجو، عنب، الجوافه، الفلفل، الموز. ويتركز إنتاجها في طالوق، عرش، حصبان اسفل، مسفر، عيدان، إلا أن الكميات المنتجة منها محدودة وتتم زراعتها في المساحات القريبة من الآبار والعيون والغيول المائية كما أن زراعة الخضروات نادرة ومنها الطماطم، الكوسة، الكراث، البصل.لاتكفى حتى الذي غرسها
- المحاصيل النقدية : تتم زراعة وإنتاج البن بكميات متوسطة وتنحصر زراعته في عزلة طالوق.
- القات : تنتشر زراعته بكميات جيدة في عموم عزل المديرية، وتحتل زراعته مساحة مهمة من الأرض الصالحة للزراعة، ونسبة كبيرة من السكان يعتمدون على زراعته وتسويقه وهو مصدر مهم لدخلهم.
ثانياً : الرعي وتربية الحيوانات : تتم تربية لماعز، والضأن، ولكن بكميات بسيطة.. وكذا تربية الأبقار للاستهلاك الذاتي.
ثالثاً : تربية الدواجن : تقوم بعض الأسر بتربية الدواجن بأعداد قليلة للاستهلاك البدائي، وهناك (13) من المزارع الحديثة لتربية الدواجن اللاحمة في عزلتي مسفر والعرش.